# Kristina Yordanska
Kristina Yordanska est une joueuse bulgare de volley-ball née le 30 septembre 1988 à Pernik. Elle mesure 1,95 m et joue au poste de centrale. 

## Clubs
| Club                       | De        | À         |
| -------------------------- | --------- | --------- |
| VK Slavia Sofia            | 2004-2005 | 2007-2008 |
| AS Saint-Raphaël           | 2008-2009 | 2010-2011 |
| PSPS Chemik Police         | 2011-2012 | 2011-2012 |
| Jedynka Aleksandrów Łódzki | 2012-2013 | 2012-2013 |
| VK Spišská Nová Ves        | 2013-2014 | 2013-2014 |
| TJ Sokol Frýdek-Místek     | 2014-2015 | 2014-2015 |
| VC Marcq-en-Barœul         | 2015-2016 | …         |

## Palmarès
- Championnat de Bulgarie
  - Finaliste : 2007, 2008.
- Coupe de Bulgarie
  - Vainqueur : 2007.